# Leroy Abanda
Leroy Abanda Mfomo, né le 7 juin 2000 au Blanc-Mesnil (Seine-Saint-Denis) est un footballeur français qui évolue au poste d'arrière gauche au Mans FC.

## Biographie

### Jeunesse et formation
Né en région parisienne, c'est là que Leroy Abanda commence le football en passant notamment par le FC 93, le Paris UC et l'INF Clairefontaine. En 2015, Abanda rejoint le centre de formation de l'AS Monaco avec qui il participe à la Youth League avant de signer à l'AC Milan quatre ans plus tard.
Le 25 janvier 2019, l'AC Milan officialise la venue de Abanda dans le club lombard. Il joue tout d'abord avec les moins de 19 ans avant d'etre prêté à la mi-saison au Neuchâtel Xamax en première division suisse.
En août 2021, il est prêté à l'US Boulogne en troisième division française.

### RFC Seraing
Le 28 juillet 2022, Leroy Abanda quitte l'AC Milan après avoir trouvé un accord pour mettre fin à son contrat un an avant la fin et signe un contrat de deux ans au RFC Seraing en Belgique.
Dès la mi-saison, il est prêté au PAS Lamía 1964 en Grèce.

### OFI Crète
Le 27 juin 2023, il rejoint l'OFI Crète pour un contrat de deux ans. Le 3 septembre 2023, il marque un but victorieux en fin de match contre le PAOK.

### Le Mans FC
Le 28 juillet, après deux ans en Grèce et un passage de six mois en Corée du sud au Suwon FC, il signe au Mans FC en Ligue 2.

### Carrière internationale
Abanda est né en France d'un père camerounais et d'une mère polonaise. Il a joué en équipe de France des moins de 16 ans ainsi qu'en équipe de France des moins de 17 ans, dont deux matches de qualification pour le Championnat des moins de 17 ans de l'UEFA,,.